# Хлеб пахнет порохом
«Хле́б па́хнет по́рохом» — художественный фильм 1973 года, снятый режиссёром Вячеславом Никифоровым на киностудии Беларусьфильм с участием Владимира Самойлова в главной роли (комиссар Иващенко) по повести Ивана Шамякина «Эшелон в Германию».
Премьера фильма состоялась 17 июня 1974 года.

## Сюжет
Действие фильма происходит в годы Гражданской войны в Орше на заре становления Советской власти.
Сюжет завязан на отправке эшелона с зерном для русских военнопленных в Германию по личному указанию Ленина в соответствии с условиями Брестского мирного договора: после победы Октябрьской социалистической революции вопрос о выходе из мировой империалистической войны стал для молодого Советского государства вопросом жизни и смерти.
«Уплата контрибуции, — говорил Владимир Ильич, — тяжёлое бремя. Но уже первым взносом мы не только возвращаем многие тысячи русских домой, но мы вынуждаем немцев отойти за Березину и, таким образом, освобождаем значительную часть Белоруссии. Невыносимо тяжелы условия мира, а всё же история возьмёт свое. Будущее, несмотря ни на какие испытания, — за нами»…
Комиссар Данила Иващенко (Владимир Самойлов) и прапорщик Лукашевич (Сергей Сазонтьев), поначалу — непримиримые враги, противостоят проискам левоэсеровских мятежников, которые хотят сорвать поставку русским военнопленным 36 вагонов с хлебом.
Поздравительная телеграмма от Ленина по поводу успешного выполнения задания застаёт в живых только одного из них.
События фильма подлинны в своей исторической основе.

## В ролях
— главная роль
| Актёр                   | Роль                                  |
| ----------------------- | ------------------------------------- |
| Сергей Сазонтьев        | Лукашевич, прапорщик                  |
| Владимир Самойлов       | комиссар Данила Иващенко              |
| Иван Мацкевич           | Горбач                                |
| Георгий Георгиу         | Нитковский                            |
| Валентина Карева        | Юля                                   |
| Михаил Кокшенов         | Степан Бызин                          |
| Александр Хвыля         | Николай Яхонтов                       |
| Григорий Гай            | Яков Петрович                         |
| Дима Рогачёв            | Чижик                                 |
| Борис Борисёнок         | Ходанович                             |
| Здислав Стомма          | Эсер                                  |
| Борис Руднев            | Петро                                 |
| Михаил Петров           | Семён                                 |
| Анатолий Азо            | Петрунин                              |
| Виктор Плют             | Рам                                   |
| Пётр Вескляров          | Колесник                              |
| Павел Кормунин          | отец Лукашевича                       |
| Татьяна Алексеева       | мать Лукашевича                       |
| Янис Грантиньш          | Ян Карлович                           |
| Василий Молодцов        | пленный русский офицер (нет в титрах) |
| Владимир Антоник        | Эпизод                                |
| Иван Шатило             | Эпизод                                |
| Рогволд Суховерко       | Эпизод                                |
| Галина Макарова         | Эпизод                                |
| Фома Воронецкий         | Эпизод                                |
| Зоя Осмоловская         | Эпизод                                |
| Степан Бирилло          | Эпизод                                |
| Пётр Юрченков (старший) | Эпизод                                |

и другие.

## Съёмки
Некоторые эпизоды снимались в окрестностях Краславы; в частности, в парке и у Краславского замка.